# عود زویلن
عود زویلن (به هلندی: Oud-Zuilen) یک منطقهٔ مسکونی در هلند است که در استیختسه فخت واقع شده‌است. عود زویلن ۲۲۴ نفر جمعیت دارد.